# Érendréd község
Érendréd község (románul: Comuna Andrid) község Szatmár megyében, Romániában. Központja Érendréd, beosztott falvai Iriny, Érdengeleg.

## Népessége
A 2011-es népszámlálás adatai alapján a község népessége 2506 fő volt.